# رامون مونتالفو هرنانديز
رامون مونتالفو هرنانديز (بالإسبانية: Ramón Montalvo Hernández)‏ هو سياسي مكسيكي، ولد في 29 يوليو 1974 في المكسيك. حزبياً، نشط في حزب الثورة الديمقراطية. وقد انتخب عضو مجلس النواب المكسيك.